# Ett land i gryningen
Ett land i gryningen (originaltitel: The Given Day) är en historisk roman av Dennis Lehane, publicerad 2008 och översatt till svenska (av Ulf Gyllenhak) samma år. Liksom Lehanes tidigare böcker så tilldrar sig handlingen i Boston. Man får följa två unga män vars vägar korsas; den ena en nybliven poliskonstapel, den andra en afroamerikansk basebollspelare. Det är en orolig tid, den gryende fackliga medvetenheten i Bostons poliskår bekämpas lika skoningslöst som de afro-amerikaner som försöker hävda sina medborgerliga rättigheter.  

## Handling
Ett land i gryningen är en historisk roman som utspelar sig i Boston. Berättelsen har två huvudpersoner: Aiden "Danny" Coughlin, en poliskonstapel med Irländska rötter och Luther Laurence, en talangfull afroamerikansk amatörbaseballspelare från Ohio.
Året är 1918 och Bostons patrullerande poliskonstaplar har inte fått en löneförhöjning sedan 1905, vilket innebär att de lever under fattigdomsgränsen. Dannys far, poliskaptenen, är en stark motståndare till fackföreningsrörelsen och han förmår Danny att infiltrera en fackförening för att avslöja deras revolutionära planer. Tvärt om vad hans far vill börjar Danny få sympatier för de fackliga idéerna och han blir snart vice ordförande i Bostonpolisens egen intresseorganisation.
Luther och en vän försöker försörja sig som hantlangare åt en bookmaker och gangster. När Dannys kamrat avslöjas stjäla från gangstern, följer en uppgörelse med dödlig utgång. Luther är tvungen att lämna sin gravida fru och gömma sig i Boston. Där blir han inneboende hos ett afro-amerikanskt par som är aktiva i medborgarrättsorganisationen NAACP och han lyckas får arbete som betjänt hemma hos en polischef, som råkar vara Dannys far. På sitt arbete blir Luther nära vän med hembiträdet, Nora O'Shea. Nora och sonen i familjen har tidigare haft ett förhållande, men det tog hastigt slut när Danny upptäckte en mörk hemlighet i Noras förflutna.
Dannys gudfar, som också är polis, får reda på att deras betjänt Luther är på flykt, och använder hemligheten att pressa Luther att spionera på sina vänliga hyresvärdar, de aktiva medborgarrättskämparna.
När Noras mörka hemlighet upptäcks av familjen blir hon bannlyst från deras hushåll. Luther blir också ivägkickad  när han ertappas med att fortsätta umgås med Nora och att smyga åt henne mat. Dannys fackliga engagemang tvingar honom också bort från sin familj, som inte kan acceptera Dannys nyvunna "radikala och bolsjevikiska" åsikter.
Mellan Nora, Danny och Luther växer en stark vänskap fram när de inser att de kan lita på varandra i sina försök att lösa sina respektive problem.
Berättelsen kulminerar i Bostons stora polisstrejk 1919, orsakad av polischefens vägran att låta det framväxande polisfacket ansluta sig till nationella fackliga organisationer, eller ens att få existera. I det kaos som strejken orsakar räddar Luther livet på vännen Danny, som nu har gift sig med Nora. Luther lyckas sedan återförena sig med sin familj.

## Utgåvor på svenska
- 2008 - ISBN 978-91-0-011840-2 Inbunden
- 2009 - ISBN 978-91-7-429017-2 Storpocket
- 2009 - ISBN 978-91-7-429047-9 Pocket
- 2008 - ISBN 978-91-7-953768-5 Ljudbok (cd-skiva)